# Flygcertifikat
Flygcertifikat är ett certifikat som krävs för att få framföra civila luftfartyg. Det finns olika typer av flygcertifikat. Utbildningen som leder till ett flygcertifikat måste genomgås vid en godkänd flygskola.
I tabellen nedan listas de typer av flygcertifikat som finns i Sverige och som utfärdas av Transportstyrelsen, tidigare av Luftfartsstyrelsen (2005 till 2008) och Luftfartsinspektionen (till och med 2004). Av dessa har vissa certifikat ersatts av JAR-certifikat, gemensamma för hela JAA. Sedermera har EASA övertagit JAA:s roll och certifikaten ersätts av EASA-certifikat, gemensamma för hela EU. Detta framgår av tabellerna nedan. Certifikat utfärdade i USA och som många svenskar skaffat listas ej.

## Typer av certifikat
| Typ av Certifikat      | Gammal beteckning       | Regelverk  | Ny beteckning                                           | Regelverk     |
| ---------------------- | ----------------------- | ---------- | ------------------------------------------------------- | ------------- |
| Segelflygarcertifikat  | S (segelflyg)           | BCL-C 2.1  | Segelflygarcertifikat                                   | LFS 2008:5    |
| Privatflygarcertifikat | A (flygplan)            | BCL-C 2.2  | PPL-A                                                   | JAR-FCL 1     |
| Trafikflygarcertifikat | B (flygplan)            | BCL-C 2.3  | CPL-A                                                   | JAR-FCL 1     |
| Trafikflygarcertifikat | D (flygplan)            | BCL-C 2.5  | ATPL-A                                                  | JAR-FCL 1     |
| Trafikflygarcertifikat | (flygplan)              |            | MPL-A                                                   | EASA PART-FCL |
| Privatflygarcertifikat | AH (helikopter)         | BCL-C 2.6  | PPL-H                                                   | JAR-FCL 2     |
| Trafikflygarcertifikat | BH (helikopter)         | BCL-C 2.7  | CPL-H                                                   | JAR-FCL 2     |
| Ballongförarcertifikat | FB (varmluftballong)    | BCL-C 2.8  | Certifikat för fri varmluftsballong samt varmluftsskepp | LFS 2008:6    |
| Trafikflygarcertifikat | DH (helikopter)         | BCL-C 2.9  | ATPL-H                                                  | JAR-FCL 2     |
| Förarcertifikat        | UL (ultralätt flygplan) | BCL-C 2.10 | Pilotcertifikat                                         | TSFS 2013:18  |

Det EU-gemensamma regelverket EASA PART-FCL ersätter över tid de gamla certifikaten och vissa nya beteckningar skapas.
| Typ av Certifikat                                                               | EU-beteckning                              |
| ------------------------------------------------------------------------------- | ------------------------------------------ |
| Segelflygarcertifikat                                                           | SPL (Sailplane Pilot License)              |
| Privatflygarcertifikat för lätta flygplan, begränsat till segelflygplan         | LAPL(S) (Light Aircraft Pilot License (S)) |
| Privatflygarcertifikat för lätta flygplan, begränsat till max startmassa 2000kg | LAPL(A) (Light Aircraft Pilot License (A)) |
| Privatflygarcertifikat                                                          | PPL(A) (Private Pilot License (A))         |

EASA står för European Aviation Safety Agency, JAR utläses Joint Aviation Regulations, PPL skall läsas Private Pilot License, CPL betyder Commercial Pilot License och slutligen ATPL står för Airline Transport Pilot License. A i JAR-beteckningen står för Aeroplane, H står för Helicopter.
Notera att "A-et" i certifikatet för privatflygare bytt betydelse. Tidigare stod "A" för "Privatflygare", nu står det för "Aeroplane". Det är bara en tillfällighet att de flesta privatflygare byter från A-certifikat (A-cert) till PPL-A.  Den korrekta benämningen är att man har en PPL för flygplan eller helikopter. Tydligast blir det för en som haft certifikat för helikopter "AH" som numera har en PPL-H.
Segelflyg, varmluftballong och Ultralätt flyg lyder fortfarande under svenska nationella bestämmelserna LFS, Transportstyrelsens författningssamling, och benämns så som är angivet ovan.
Till certifikatet kan man koppla olika klasser, ratingar och behörigheter beroende på den flygtjänst man avser utöva. Till exempel är det vanligt att man till en PPL-A har klassen SEPL (Single Engine Piston Land). Dessutom är det krav på att man skall ha ett giltigt intyg från en flygläkare, Medical Class 1 om man har CPL eller högre, eller Medical Class 2 för PPL.

## Historik
Frankrike var det första land som utfärdade den tidiga typen av flygcertifikat för motorflyg, dessa utfärdades i klasserna nationella samt internationella certifikat av Aéro-Club de France.

### England
I England inledde Royal Aero Club utfördandet av flygcertifikat 1910, dessa var internationellt godkända av Fédération Aéronautique Internationale.  
De första certifikaten tilldelades:
- 1 - John Moore-Brabazon - 8 mars 1910, senare Lord Brabazon of Tara
- 2 - Charles Rolls - 8 mars 1910, grundare av Rolls-Royce
- 6 - Claude Grahame-White - 26 april 1910, skapare av flygplatsen Hendon
- 9 - Samuel Cody - 7 juni 1910, engelsk-amerikansk äventyrare
- 21 - Francis McClean - september 1910, en av grundarna av Royal Aero Club
- 122 - Hilda Hewlett - 29 augusti 1911, första engelska som flög upp för ett certifikat.

### Frankrike
I Frankrike utfärdade den franska Aero-klubben 1 751 flygcertifikat fram till 2 augusti 1914. De första 15 flygcertifikaten gavs inte i den ordning piloterna flög första gången, utan de delades ut retroaktivt i alfabetisk ordning. Alberto Santos-Dumont med certifikat nr 12 var den pilot som flög i Europa första gången. Mellan bröderna Wright var skillnaden cirka ett år mellan deras flygningar i Europa, men de har ändå certifikatnummer bredvid varandra. Några piloter har tilldelats samma nummer, nr 5 och nr 10.
De första franska internationella certifikaten tilldelades:
- 1 Louis Blériot
- 2 Glenn Curtiss
- 3 Léon Delagrange
- 4 Robert Esnault-Pelterie
- 5 Henri Farman
- 5 bis Ferdinand Ferber (postumt)
- 6 Maurice Farman
- 7 Jean Gobron
- 8 Charles de Lambert
- 9 Hubert Latham
- 10 Louis Paulhan
- 10 bis (ursprungligen 13, men ändrat för att undvika otursnumret) Paul Tissandier
- 11 Henry Rougier
- 12 Alberto Santos-Dumont
- 14 Orville Wright
- 15 Wilbur Wright
- 16 Etienne Buneau-Varilla
- 17 Alfred Leblanc
- 18 Julien Mamet
- 19 René Métrot
- 20 Georges Bibesco
- 21 Emile Aubrun
- 23 Charles Stewart Rolls
- 40 John Moore-Brabazon
- 55 Georges Legagneux
- 74 Carl Cederström
- 723 Lars Fjällback
- 799 Tord Ångström
- 991 Gösta von Porat

### Sverige
I Sverige infördes nationella aviatördiplom som utfärdades av Svenska Aeronautiska Sällskapet (SAS). De första piloterna fick sin flygutbildning i Frankrike eller England och tilldelades internationella certifikat utfärdade enligt regler från FAI dessa överfördes senare till ett svenskt certifikat. Hugo Sundstedt var den första pilot som fick hela sin flygutbildning i Sverige.
De första certifikaten tilldelades:
- nr 1 1910 Carl Cederström
- nr 2 1911 H Hamilton
- nr 3 1911 Olle Dahlbeck
- nr 4 1912 Lars Fjällbäck
- nr 5 1912 Tord Ångström
- nr 6 1912 Allan Jungner
- nr 7 1912 Gösta von Porat
- nr 8 1912 R Werner
- nr 9 1912 Hugo Sundstedt
- nr 10 1913 Enoch Thulin

### Tyskland
I Tyskland infördes nationella aviatördiplom som var internationellt godkända av FAI i februari 1910. Fram till årets slut var utfärdades 46 certifikat, under 1911 utfärdades 100 certifikat.
- nr 1 August Euler
- nr 2 Hans Grade
- nr 3 Paul Engelhard
- nr 4 Ellery von Gorrissen
- nr 5 Fridolin Keidel
- nr 6 Emil Jeannin
- nr 7 Adolf Behrend
- nr 8 Eugen Wiencziers
- nr 9 Robert Thelen
- nr 10 Otto Lindpaintner
- nr 11 Theodor Schauenburg
- nr 12 Hans-Reimer Krastel
- nr 34 Gustav Otto
- nr 38 Prins Heinrich av Preussen
- nr 77 Karl Caspar
- nr 79 Hellmuth Hirth
- nr 88 Anthony Fokker
- nr 115 Amelie Beese

### USA
I USA infördes först olika flygdiplom som gavs ut av de flygskolor där flygeleverna fick sin utbildning. 1910 infördes de första nationellas reglerna för flygcertifikat av Aero Club of America. Kraven var att piloten kunde flyga minst 500 yards, och genomföra en inflygning och landning med avslagen motor inför en kontrollant från Aero Club of America. De första fem certifikaten tilldelades piloter som alla flugit före införandet av certifikat och de numrerades i bokstavsordning.
De första civila certifikaten tilldelades:    
- 1 Glenn Curtiss som flög ett Curtiss-biplan med en Curtiss-motor
- 2 Frank P. Lahm som flög ett Wright-biplan med en Wright-motor
- 3 Louis Paulhan som flög ett Farman-biplan med en Gnome-motor
- 4 Orville Wright som flög ett Wright-biplan med en Wright-motor
- 5 Wilbur Wright som flög ett Wright-biplan med en Wright-motor
- 6 Clifford B. Harmon som flög ett Farman-biplan med en Gnome-motor
- 7 Thomas S. Baldwin som flög ett Curtiss-biplan med en Curtiss-motor
- 8 J. Armstrong Drexel som flög ett Blériot-biplan med en Gnome-motor
- 9 Tod Shriver som flög ett Curtiss-biplan med en Curtiss-motor
- 11 Lawrence Sperry

Expert Aviator's Certificates: 
- 1.  Max T. Lillie
- 2.  Glenn L Martin
- 3.  löjtnant T. DeWitt Milling, USA
- 4.  löjtnant Henry H. Arnold, USA
- 5.  kapten Charles deF. Chandler, USA
- 6.  kapten Paul W. Beck, USA
- 7.  löjtnant Benjamin D. Foulois, USA
- 8.  DeLloyd Thompson
- 9.  löjtnant Harold Geiger, USA